# 香港81號幹線
81號幹線（英語：Route 81）是香港的一條已擱置的支線公路項目，沿香港島南岸連接港島東區的柴灣和南區的黃竹坑，全長11公里。此公路大部分路段均與大潭道、赤柱峽道、淺水灣道及香島道平行。

## 歷史

### 1968年《香港長期道路研究》
1968年，港英政府委託費爾文霍士施偉拔顧問工程公司（Freeman, Fox, Wilbur Smith and Associates）進行《香港長期道路研究》。該顧問公司於報告內提出透過拉直大潭道及興建架空及隧道公路，形成一條連接柴灣和黃竹坑的公路。報告書中亦同時建議於石碑山以西興建一個架空的收費廣場。同時亦建議於黃竹坑一端興建基本鑽石型交流道，連接當時屬於1號幹線的香港仔隧道及黃竹坑道。
後於1983年，由私人發展商於現今香港國際學校大潭校舍西南興建供公路接入大潭道的預留接駁口。

### 1999年《第三次整體運輸研究》
1999年，香港政府發布《第三次整體運輸研究》，而報告中則提到，公路為「雙線雙向」，並以隧道形式穿越歌連臣角火葬場、紫羅蘭山等地，並預計於2016年通車。通車後，81號幹線與東區走廊及其他幹道將會形成「港島環狀公路」，並紓緩現有南北港島幹道的擠塞情況。

### 現況
該項目雖然於《第三次整體運輸研究》發佈後已經為擱置狀態，政府亦於2007年提出將「大潭及石澳分區計劃大綱核准圖」中的81號幹線的可能路線和附註刪去。但運輸署於近年曾表態會將此項目納入「跨越2030年的鐵路及主要幹道策略性研究」內，並再次研究其可行性。
在香港政府的法定規劃綜合網站上，依然能夠搜索到黃竹坑至赤柱峽道一段的走線。

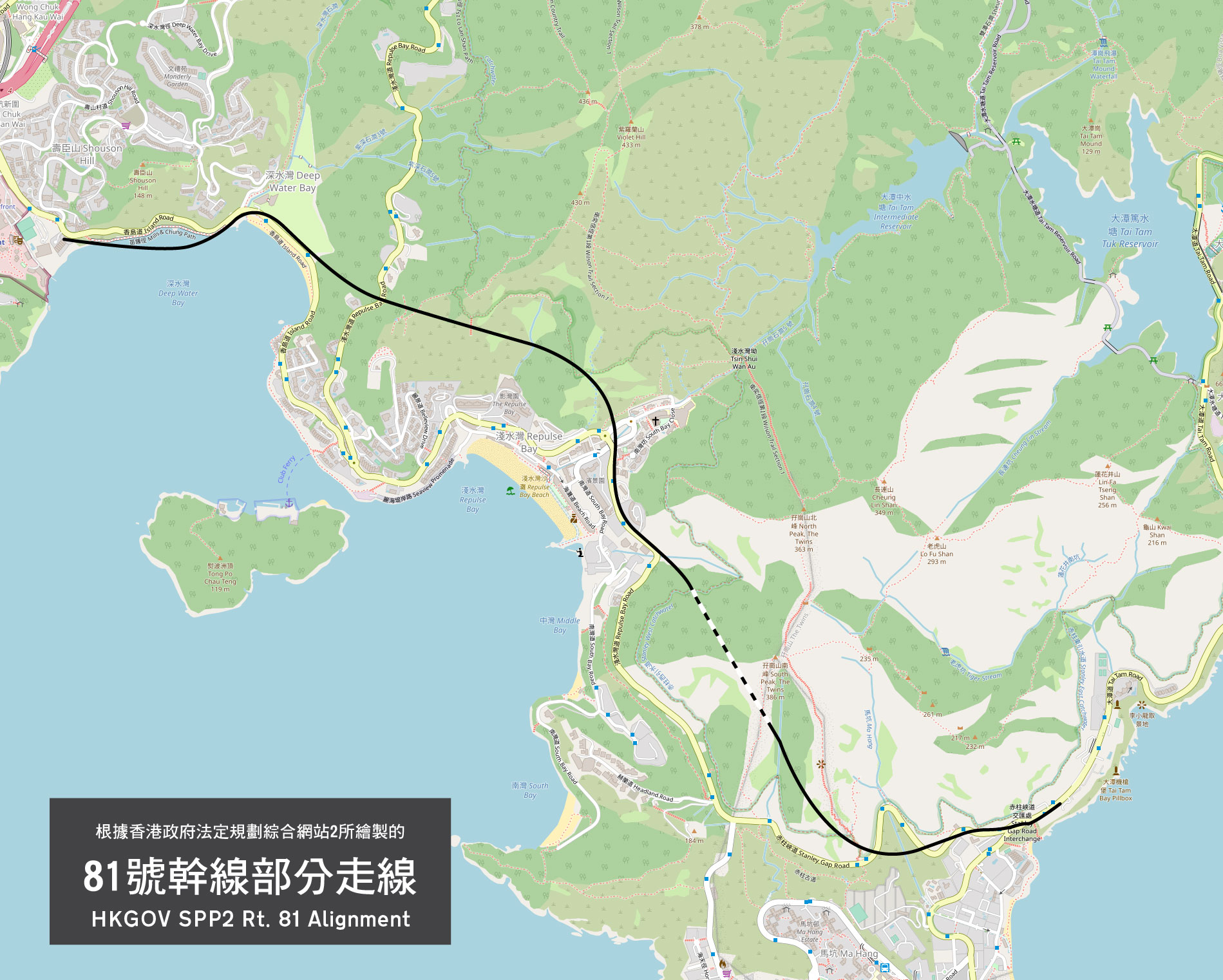
「法定規劃綜合網站」上紀錄的81號幹線部分走線

#### 民間提出的類似意見
設計公司M CO Design分別於2016年及2017年提出「Dragon's Link 火龍橋」方案，於現有大潭水塘主壩行車路以東興建一條新橋樑，並取締主壩上方僅寬5米的行車路。

## 走線

### 1968年/1974年方案[1][3][5]
| 途徑道路                             | 前往地區                  |
| 連接 香港仔隧道及黃竹坑道            | 連接 香港仔隧道及黃竹坑道 |
| ------------------------------------ | ------------------------- |
| 黃竹坑道                             | 黃竹坑                    |
| 香島道                               | 深水灣                    |
| 淺水灣道                             | 淺水灣                    |
| 赤柱峽道                             | 赤柱                      |
| 大潭道（於大潭道紅山半島一段設出口） | 大潭、赤柱、紅山半島      |
| 歌連臣角隧道                         |                           |
| 峰霞道                               | 柴灣                      |
| 萃文道                               | 柴灣                      |
| 環翠道                               | 柴灣                      |
| 柴灣道                               | 柴灣                      |
| 永泰道                               | 柴灣                      |
| 連接 東區走廊                        |                           |